# 第6旅団 (キルギス国内軍)
第6旅団は、キルギス国内軍の旅団の1つ。

## 歴史
- 2006年8月19日 - 第4旅団第10独立大隊に基づき、第6旅団編成
- 2007年3月8日 - 駐屯地から50m離れた住宅の火事の消火に協力
- 2007年7月2日 - ウチコルゴン発電所の駐車場の火事の消火に参加
- 2007年11月1日 - 駐屯地から2km離れた住宅の火事の消火に協力
- 2007年12月 - トクトグル発電所等の重要施設の警備に就く。
- 2007年12月3日 - 上官を射殺し、武器を持って脱走した国境軍兵士の捜索に参加
- 2008年1月18日 - 「カムバラタ-2」への不法侵入者を拘束

## 編制
判明分のみ。
- 第13独立大隊

## 歴代旅団長
| 職名   | 就任年      | 氏名                   | 階級 |
| ------ | ----------- | ---------------------- | ---- |
| 旅団長 | 2006年8月 - | カルムルズ・チョコエフ | 中佐 |